# Ona (film 1965)
Ona (ang. She) – brytyjski film przygodowy z 1965 roku, zrealizowany na podstawie powieści Henry’ego Ridera Haggarda.

## Główne role
- Ursula Andress - Ayesha
- Peter Cushing - Holly
- Bernard Cribbins - Job
- John Richardson - Leo
- Rosenda Monteros - Ustane
- Christopher Lee - Billali
- André Morell - Haumeid
- Księżniczka Soraya - Soraya

## Fabuła
W 1918 roku po odbyciu służby wojskowej na Bliskim Wschodzie brytyjski archeolog Holly, jego służący Job oraz jego przystojny przyjaciel Leo spotykają się w Palestynie. Tam naukowiec odkrywa podobieństwo Leo do wizerunku na starożytnej monecie. Śmiałe poszukiwania zaginionego miasta faraonów Kumy kontynuują opierając się na szybko opracowanej mapie. Wyprawa dociera do miasta, gdzie trwa okres hellenistyczny. Miastem rządzi Ayesha „Ta, która musi być posłuszna” uważająca, że Leo jest reinkarnacją Kallikratesa – towarzysza Aleksandra Wielkiego, na którą czekała wieki. Kobieta oferuje mu nieśmiertelność i dzielenie z nią tronu jako wieczną miłość.